# Brachopsis
Brachopsis är ett släkte av skalbaggar. Brachopsis ingår i familjen långhorningar.
Kladogram enligt Catalogue of Life:
| Brachopsis | \| \| Brachopsis concolor \| \| \| \| \| \| Brachopsis nupera \| \| \| \| |
|            | \| \| Brachopsis concolor \| \| \| \| \| \| Brachopsis nupera \| \| \| \| |
|            | Brachopsis concolor                                                       |
|            |                                                                           |
|            | Brachopsis nupera                                                         |
|            |                                                                           |